# سای تومبلی
سای تومبلی (انگلیسی: Cy Twombly; ۲۵ آوریل ۱۹۲۸ – ۵ ژوئیهٔ ۲۰۱۱) نقاش، و مجسمه‌ساز اهل ایالات متحده آمریکا بود.
وی همچنین برندهٔ جوایزی همچون پرمیوم ایمپریاله و لژیون دونور (شوالیه) شده‌است.